# دانشگاه پزشکی اسلواکی
دانشگاه پزشکی اسلواکی (به لاتین: Slovak Medical University) یک دانشگاه در اسلواکی است که در براتیسلاوا واقع شده است.